# فیودور ریمشا
فیودور ریمشا (روسی: Фёдор Михайлович Римша؛ ۱۸۹۱ – ۱۹۴۲) بازیکن فوتبال اهل روسیه بود.
وی همچنین در تیم ملی فوتبال امپراتوری روسیه بازی کرده‌است.